# Microcodon clavus
Microcodon clavus is een raderdiertjessoort uit de familie Microcodidae. De wetenschappelijke naam van deze soort is voor het eerst geldig gepubliceerd in 1830 door Ehrenberg.